# گو شاشا
گو شاشا (چینی: 郭 莎莎؛ زادهٔ ۲۲ آوریل ۱۹۷۶) ژیمناست ریتمیک زن اهل چین است. وی در بازی‌های المپیک تابستانی ۱۹۹۲ شرکت کرده‌است.